# Vincent Grass
Vincent Grass (* 9. Januar 1949 in Brüssel, Belgien) ist ein belgischer Film- und Theaterschauspieler.

## Biografie
Vincent Grass, geboren und aufgewachsen in Brüssel, kam als Sohn eines Dirigenten und einer Klassischen Sängerin schon früh mit dem Theater in Kontakt. Darum absolvierte Grass als Jugendlicher das Königliche Musikkonservatorium in Brüssel, wo er auch seine ersten Erfahrungen als Schauspieler auf der Bühne stand. Zudem war er in jener Zeit Bandleader einer lokalen Musikgruppe mit dem Namen Crash, in dessen Funktion Grass auch Englisch erlernte.
Nach seinem Studienabschluss zog Grass nach England, wo er an der London Academy of Music and Dramatic Art Schauspiel studierte. Bekanntheit erlangte Grass zunächst und selbst danach überwiegend in England und Frankreich, wo er ab den 1970er Jahren erste Filmauftritte offeriert bekam. Zu einem seiner bekanntesten Frühwerke zählt der Thriller Enigma aus dem Jahr 1982. Auch zählt Der Priestermord von 1988 zu Grass’ bekanntesten Film der 1980er Jahre. Zudem zählen europäische Großproduktionen, darunter 2002 Napoleon zu Grass’ Repertoire. Parallel zu seiner Arbeit bei Film und Fernsehen hat sich Grass in Frankreich einen Namen als Bühnenschauspieler gemacht, der unter anderem mit Franz Kafkas Das Schloß auf Frankreich-Tournee ging.
Seit Ende der 1990er Jahre ist Vincent Grass auch französischer Synchronsprecher für Hollywoodfilme. So hat er Hugo Weaving in Matrix und John Rhys-Davies in Der-Herr-der-Ringe-Filmtrilogie seine Stimme geliehen.

## Filmografie (Auswahl)
- 1979, 1981: Kommissar Moulin (Commissaire Moulin; Fernsehserie, 2 Folgen)
- 1982: Enigma
- 1988: Der Priestermord (To Kill a Priest)
- 1988: La carte postale (Kurzfilm)
- 1993: Pesthauch des Bösen (The Hour of the Pig)
- 1994: Die Scharfschützen (Sharpe; Fernsehserie, 1 Folge)
- 1997: Julie Lescaut (Fernsehserie, 1 Folge)
- 2000: Der König tanzt (Le Roi danse)
- 2000: Une femme d’honneur (Fernsehserie, 1 Folge)
- 2002: Napoleon
- 2006: Asterix und die Wikinger (Astérix et les Vikings)
- 2007: Das Vermächtnis der heiligen Lanze (La lance de la destinée, Miniserie)
- 2008: Die Chroniken von Narnia: Prinz Kaspian von Narnia (The Chronicles of Narnia: Prince Caspian)
- 2018: Die Wache (Au poste !)
- 2019: Intrige (J’accuse)

## Quelle
- The Chronicles of Narnia: Prince Caspian – Production Notes (PDF-Datei; 304 kB)